# ローマ人の物語
『ローマ人の物語』（ローマじんのものがたり、ラテン語: RES GESTAE POPULI ROMANI）は、塩野七生による歴史小説。「なぜローマは普遍帝国を実現できたのか」という視点のもと、ローマ建国から西ローマ帝国の滅亡までを描いている。本書は、歴史書として受容されることも多いが、この点について、複数の歴史学者から批判がなされている。

## 執筆・刊行
1992年の第1巻から年に1冊執筆することが計画され、実際に年に1冊ずつ新潮社から刊行された。刊行が開始された1992年には塩野はすでに55歳であり、この年から書き始めないと、完結まで体力などが保たないと考えていたという。執筆は各年ともローマで行われ、日本で行う作業の期間は数週間ほどだったという。1年のうち4か月を史料の読解に使い、残りを執筆や編集作業に当てていた。
単行本は、2006年12月刊行の15作目で完結している。一方で、2002年からは新潮文庫で文庫化もされ、全43冊が発行されている。文庫版の各巻表紙には、ローマの貨幣の写真があしらわれているが、これは塩野自身が選んでいるという。
発行部数は完結前の2006年時点で、既刊の単行本14巻の累計発行部数は約220万部、文庫28冊は約540万部と報道された。また、韓国や台湾など日本国外でも発行されており、特に韓国語版は200万部超のベストセラーとなったという。

## 各巻構成と内容
1. ローマ人の物語I ローマは一日にして成らず（1992年） ISBN 4-10-309610-1
"ROMA NON UNO DIE AEDIFICATA EST"
王政ローマの建国からイタリア半島統一までを描く。
2. ハンニバル戦記 ローマ人の物語II（1993年） ISBN 4-10-309611-X
"BELLUM HANNIBALICUM"
ポエニ戦争とカルタゴ滅亡まで。ハンニバルとスキピオ・アフリカヌス。
3. 勝者の混迷 ローマ人の物語III（1994年） ISBN 4-10-309612-8
"BELLORUM CIVILIUM"
グラックス兄弟、マリウスとスッラ、ポンペイウスの活躍。「内乱の一世紀」前半。
4. ユリウス・カエサル ルビコン以前 ローマ人の物語IV（1995年） ISBN 4-10-309613-6
"C. IULIUS CAESAR ANTE RUBICONEM"
カエサルの前半生とガリア戦争。
5. ユリウス・カエサル ルビコン以後 ローマ人の物語V（1996年）ISBN 4-10-309614-4
"C. IULIUS CAESAR　POST RUBICONEM"
ローマ内戦とカエサル暗殺、その死後の内乱と収拾を描く。
6. パクス・ロマーナ ローマ人の物語VI（1997年） ISBN 4-10-309615-2
"PAX ROMANA"
ローマを帝政に移行させた初代皇帝アウグストゥスが、パクス・ロマーナの実現を進める過程。
7. 悪名高き皇帝たち ローマ人の物語VII（1998年） ISBN 4-10-309616-0
"IMPERATORES MALAE FAMAE"
アウグストゥスに続くユリウス＝クラウディウス朝の4皇帝（ティベリウス、カリグラ、クラウディウス、ネロ）の功罪。
8. 危機と克服 ローマ人の物語VIII（1999年） ISBN 4-10-309617-9
"CRISIS ET AB EA EXITUS"
ユリウス＝クラウディウス朝断絶後の帝国の混乱とフラウィウス朝の成立、五賢帝の1人目ネルウァまで。
9. 賢帝の世紀 ローマ人の物語IX（2000年） ISBN 4-10-309618-7
"SAECULUM AUREUM"
五賢帝のうちトライアヌス、ハドリアヌス、アントニヌス・ピウスの3皇帝の時代。
10. すべての道はローマに通ず ローマ人の物語X（2001年） ISBN 4-10-309619-5
"OMNIAE VIAE QUAE AD ROMAM DUXERUNT"
ローマのインフラストラクチャーをテーマとした巻。
11. 終わりの始まり ローマ人の物語XI（2002年） ISBN 4-10-309620-9
"FINIS PRINCIPIUM"
哲人皇帝マルクス・アウレリウスの治世。五賢帝以後のローマと内乱、セプティミウス・セウェルスの時代。
12. 迷走する帝国 ローマ人の物語XII（2003年） ISBN 4-10-309621-7
"TERTII SAECULI CRISIS"
セウェルス朝後半から軍人皇帝時代のローマ帝国、いわゆる「3世紀の危機」の時代。
13. 最後の努力 ローマ人の物語XIII（2004年） ISBN 4-10-309622-5
"DE ULTIMIS LABORIBUS"
ディオクレティアヌスとコンスタンティヌスの時代。テトラルキアの成立と終焉。
14. キリストの勝利 ローマ人の物語XIV（2005年） ISBN 4-10-309623-3
"DE CHRISTI VICTORIA"
コンスタンティウスとユリアヌスの時代からテオドシウスの時代まで。
15. ローマ世界の終焉 ローマ人の物語XV（2006年） ISBN 4-10-309624-1
"ROMANI MUNDI FINIS"
ローマ帝国の東西分裂と西ローマ帝国の滅亡、ユスティニアヌスの再征服による荒廃。

## 批判
作者の塩野自身は本作品について「いろいろと調べた結果の歴史事実を」書いたものだと主張している。『ローマ人の物語』は、書店や図書館などでは小説ではなく歴史書として配置され、また学生や市民講座の受講者のあいだでも歴史書として受容されている。2011年に人事院が作成した「若手行政官への推薦図書」においては、「歴史・伝記」に属するものとして本作が推薦された。
一方で、『ローマ人の物語』が歴史小説ではなく歴史書として読まれる傾向があることに、複数の歴史学者が懸念を示している。
古代ローマ史研究者の石川勝二は、『ローマ人の物語』の第1巻が刊行された当初に、同書を俎上に上げてその内容を詳細に検討している。石川は、ローマ全史を一人で叙述しようという試みを「壮大」なものであるとして評価しつつ、ローマ成功の原因を探ろうとする塩野の姿勢に共感を示す。そして、塩野のそれまでの著作と比べ、『ローマ人の物語』は「歴史書の性格をもっていることは明らか」と述べている。その上で、『ローマ人の物語』には事実関係の記述などに多くの誤りが見られる上、史料とはかけ離れた叙述も存在することを批判する。そして、全体としては従来のローマ史の解釈・叙述と異なる点がなく、斬新さにも欠けると主張している。
石川は、具体的に固有名詞の表記の誤りや、ごく単純な事実の錯誤を数多く指摘しているが、さらに例えば次のような点が問題であるという。まず、塩野はリキニウス法を平民に対して官職への道を開き、貴族と平民間の融和を実現したものとして高く評価している。しかし、実際にはそれ以前から執政官に就任した平民は存在していたし、一方でリキニウス法以後も貴族と平民身分の対立は続いたと考えられ、リキニウス法の意義は限定的なものであると考えられる。また、官職のquaestorには「財務官」という定訳があるにもかかわらず、塩野は「会計検査官」という訳語を当てているが、実際にはこの役職に会計検査の役割はなかった。塩野はローマにおける「政界への登竜門」としてquaestorを重要な官職として位置付けている。しかし、この職からまったく昇進をしなかった人物も数多く、この塩野の主張には何ら史料的な根拠がない。
また、叙述に考古学的成果が用いられていない点も石川は問題視している。その他、ローマが市民権を他の国民にも付与することに寛大であったとし、塩野はこのことを高く評価しているが、これは従来のローマ史の解釈と異なるところがなく、実際には他の解釈も可能なのにもかかわらず、独自性に欠けた叙述だとも言う。そして、「通説を後生大事に守るような態度は願い下げ」であると批判する。
こうしたことに加えて、全く史料に存在しない、完全な誤謬ないし創作と考えられる記述が『ローマ人の物語』にはあると石川は述べる。塩野の叙述によれば、紀元前297年のファビウスの執政官選出の際に、ヴォルムニウスという人物が選出された後、ファビウスの要望で別の人物（デキウス）が選出されたとする。しかし、現存している唯一の史料であるリウィウスの記述には、ヴォルムニウスという人物は存在しない。同様に塩野によれば、カウディウムの戦いの指揮官を執政官の「センティムウス」なる人物であるとし、その人物が紀元前297年のゲリラ戦の指揮にも当たっていたという。しかし、センティムウスという人物は実在しないと考えられる。
『ローマ人の物語』が完結した2006年には、ローマ帝国の社会経済史を専門とする坂口明が、『史学雑誌』の「回顧と展望」において『ローマ人の物語』に言及している。坂口は、『ローマ人の物語』の14巻までを通読したうえで、エンターテイメントとしては評価しつつも、根拠のない断定や誤謬があり、歴史書として読むことはできないと指摘する。本村凌二も、本作の叙述について、史料がないにもかかわらず「何をもってそう描けるのか」という疑問があると述べている。
小田中直樹は、古代ローマ史学者の南川高志の著作と『ローマ人の物語』の比較を行っている。小田中によれば、『ローマ人の物語』は史料批判や先行研究の整理が不十分であり、歴史学の方法論に基づいていない。そのため、叙述の根拠が著者の感想にとどまっているので、歴史書ではなく歴史小説であるという点に留意する必要があるという。

## 受賞
- 『ローマ人の物語I ローマは一日にして成らず』は、第6回新潮学芸賞を受賞した（1993年）。
- 『すべての道はローマに通ず ローマ人の物語X』は、社団法人土木学会より平成13年度土木学会賞のうちから「出版文化賞」を受賞した（2001年）。
- 『ローマ世界の終焉 ローマ人の物語XV』の刊行によりシリーズ完結に際し、『ローマ人の物語』（全巻）に第41回書店新風賞を受賞した（2006年）。

## 関連書籍
- 『ローマ亡き後の地中海世界』（上下巻）
- 『十字軍物語』（全4巻）
- 『塩野七生「ローマ人の物語」の旅 コンプリート・ガイドブック』（1999年）
- 『塩野七生「ローマ人の物語」スペシャル・ガイドブック』（2007年／文庫、2011年）
- 『痛快!ローマ学』（集英社、2002年／改題『ローマから日本が見える』2005年／集英社文庫、2008年）
- 『ギリシア人の物語』（新潮社、全3巻、2015年 - 2017年）

## 舞台
『カエサル －「ローマ人の物語」より－』として、2010年（平成22年）10月3日から27日にかけて日生劇場にて公演された。

### キャスト
- ユリウス・カエサル - 松本幸四郎[16]
- ブルータス - 小澤征悦[16]
- 瑳川哲朗[16]
- アリス - 水野美紀[16]
- キケロ - 渡辺いっけい[16]
- セルヴィーリア - 高橋惠子[16]

### スタッフ
- 脚本 - 齋藤雅文[16]
- 演出 - 栗山民也[16]

## 関連文献
- 石川勝二「書評 塩野七生著『ローマ人の物語II ハンニバル戦記』」『軍事史学』33巻、軍事史学会、1997年。
- 米山宏史「書評 塩野七生『ローマ人の物語VI パクス・ロマーナ』」『軍事史学』37巻、軍事史学会、2001年。